# Filmfare Award/Bestes Szenenbild
Der Filmfare Best Art Direction wird vom Filmfare-Magazin verliehen und ist eine Preiskategorie der jährlichen Filmfare Awards für Hindi-Filme. Der Preis für den besten Szenenbildner wird seit 1956 vergeben.
Liste der Preisträger und der Filme, für die sie gewonnen haben:
| Jahr | Szenenbildner                                                | Film                                                      |
| ---- | ------------------------------------------------------------ | --------------------------------------------------------- |
| 1956 | Rusi K. Banker                                               | Mirza Ghalib                                              |
| 1957 | Kanu Desai                                                   | Jhanak Jhanak Payal Baaje                                 |
| 1958 | M. R. Acharekar                                              | Pardesi                                                   |
| 1959 | Sudhendu Roy                                                 | Madhumati                                                 |
| 1960 | M. R. Acharekar                                              | Kaagaz Ke Phool                                           |
| 1961 | Biren Naug                                                   | Chaudhvin Ka Chand                                        |
| 1962 | M. R. Acharekar                                              | Jis Desh Mein Ganga Behti Hai                             |
| 1963 | D. R. Jadhav und Ram Yedekar                                 | Son Of India                                              |
| 1964 | Sudhendu Roy                                                 | Mere Mehboob                                              |
| 1965 | G. L. Jadhav und T. K. Desai                                 | Kohraa                                                    |
| 1966 | M. S. Sathyu (s/w) und S. S. Samel (Farbe)                   | Haqeeqat und Gumnaam                                      |
| 1967 | Sant Singh (s/w) und Shanti Das (Farbe)                      | Yeh Raat Phir Na Aayegi und Phool Aur Patthar             |
| 1968 | H. V. Maharudria (s/w) und Abdul Rahim (Farbe)               | Taqdeer und Chandan Ka Palna                              |
| 1969 | Ajit Banerjee (s/w) und A. A. Majid (Farbe)                  | Majhli Didi und Noorjehan                                 |
| 1970 | Ajit Banerjee (s/w), A. R. Kakkad und Baburao Potdar (Farbe) | Anokhi Raat und Tamanna                                   |
| 1971 | Shanti Das                                                   | Talash                                                    |
| 1972 | Bansi Chandragupta                                           | Seema                                                     |
| 1973 | N. B. Kulkarni                                               | Pakeezah                                                  |
| 1974 | A. Rangaraj                                                  | Bobby                                                     |
| 1975 | Sudhendu Roy                                                 | Sagina                                                    |
| 1976 | Bansi Chandragupta                                           | Do Jhoot                                                  |
| 1977 | S. S. Samel                                                  | Fakira                                                    |
| 1978 | Shanti Das                                                   | Hum Kisi Se Kum Nahin                                     |
| 1979 | T. K. Desai                                                  | Des Pardes                                                |
| 1980 | Madhukar Shinde                                              | Lahu Ke Do Rang                                           |
| 1981 | C. S. Bhati                                                  | Aakrosh - Schrei der Pein (Aakrosh)                       |
| 1982 | Bansi Chandragupta                                           | Das Rad des Glücks (Chakra)                               |
| 1983 | Ajit Banerjee                                                | Namkeen                                                   |
| 1984 | N. B. Kulkarni                                               | Razia Sultan                                              |
| 1985 | Madhukar Shinde                                              | Saaransh                                                  |
| 1986 | Suresh J. Sawant                                             | Ram Teri Ganga Maili                                      |
| 1987 | kein Preis                                                   |                                                           |
| 1988 | kein Preis                                                   |                                                           |
| 1989 | Liladhar S. Sawant                                           | Hatya                                                     |
| 1990 |                                                              |                                                           |
| 1991 | Nitish Roy                                                   | Ghayal                                                    |
| 1992 | R. Verman                                                    | Hum                                                       |
| 1993 | R. Verman                                                    | Angaar                                                    |
| 1994 | Sabu Cyril                                                   | Gardish                                                   |
| 1995 | Nitin Desai                                                  | 1942: A Love Story                                        |
| 1996 | Bijon Dasgupta                                               | Prem                                                      |
| 1997 | Nitin Desai                                                  | Khamoshi: The Musical                                     |
| 1998 | Sharmishta Roy                                               | Dil To Pagal Hai – Mein Herz spielt verrückt              |
| 1999 | Sharmishta Roy                                               | Kuch Kuch Hota Hai – Und ganz plötzlich ist es Liebe      |
| 2000 |                                                              |                                                           |
| 2001 |                                                              |                                                           |
| 2002 | Sharmishta Roy                                               | In guten wie in schweren Tagen (Kabhi Khushi Kabhie Gham) |
| 2003 | Nitin Desai                                                  | Devdas – Flamme unserer Liebe                             |
| 2004 | Munish Sappal                                                | Pinjar                                                    |
| 2005 | Sabu Cyril                                                   | Yuva                                                      |
| 2006 | Keshto Mondal, Tanushree Sarkar und Pradeep Sarkar           | Parineeta                                                 |
| 2007 | Samir Chanda                                                 | Omkara                                                    |
| 2008 | Samir Chanda                                                 | Guru                                                      |
| 2009 | Vandana Kataria und Angelica Bhowmick                        | Oye Lucky! Lucky Oye!                                     |
| 2010 | Helen Jones und Sukanta Panigrahi                            | Dev.D                                                     |
| 2011 | Mukund Gupta                                                 | Do Dooni Chaar                                            |